# 溝江徳明
溝江徳明（みぞえ よしあき、1908年-1990年5月2日）は、国文学者。
山梨県出身。日本大学文学部卒、鳥取師範学校教授、東京第二師範学校教授、東京学芸大学助教授、教授。没後正四位勲三等瑞宝章。

## 著書
- 『新講百人一首評釈』杉山書店、1951
- 『手紙百科宝典 ペン字入り』河野書店 1952
- 『最新中学社会科の総仕上げ』文憲堂七星社 高等学校入試総仕上げシリーズ　1956
- 『成人に贈る書』博文社 1963
- 『就職試験作文対策 高校用』一ツ橋書店 1964

### 共編著
- 『日本文學史入門』久松潜一監修 大久保正,佐佐木治綱,野田壽雄,新間進一共著 愛日書院 1949
- 『堤中納言物語』久松潜一共校註 文京書院 1950
- 『中学社会科総仕上げ アチーブメントテスト中心』共著 文憲堂七星社 1951
- 『完全中学社会科の総仕上げ 受験復習』共著 文憲堂 1952
- 『完全中学職業家庭保健体育科の総仕上げ 受験復習』共著 文憲堂 1952
- 『完全中学国語科の総仕上げ 受験復習』共著 文憲堂七星社 1953
- 『平安朝物語集』校訂 いてふ本刊行会 1953
- 『詳解国語新辞典』佐佐木信綱共著 河野書店 1954
- 『ことばの新辞典』編 博文社 1963
- 『評釈ことわざ辞典』井上豊共著 桜楓社 現代の教養　1969
- 『教員採用試験専門教養国語科』編 一ツ橋書店 就職シリーズ 1972

## 参考
- 『人物物故大年表』
- 『全国大学職員録』1963年
- 『新講百人一首評釈』著者紹介